# Feminist and Queer International Film Festival
Feminist and Queer International Film Festival, cunoscut mai ales după abrevierea FAQiff, este primul festival de film feminist și queer din România. FAQiff promovează filmele și artiștii care explorează feminismul, genul, expresia de gen, orientarea sexuală și sexualitatea. FAQiff oferă publicului ecranizări de lungmetraje și scurtmetraje, întâlniri cu regizori străini, discuții de grup și o serie de evenimente speciale dedicate temelor LGBT și/sau feminismului. Prima ediție a FAQiff a avut loc între 6 și 10 noiembrie 2015, la Cinema Studio, în București. 160 de lungmetraje și peste 1.000 de scurtmetraje din 85 de țări au fost proiectate în cadrul primei ediții.

## Organizare
FAQiff este organizat de regizori, realizatori de film, fotografi, designeri, creatori grafici, antreprenori independenți și de Asociația TRANSform, în parteneriat cu: UCIN, Asociația ACCEPT, Ambasada Israelului la București, Ambasada Finlandei la București, Centrul FILIA, CARE Cafe, Feminism-Romania.ro, Tomboy, Missy Magazine, Q-Space, Artă la Purtător și cu alți prieteni ai festivalului. ActiveWatch, organizație care militează pentru comunicare liberă în interes public, susține FAQiff.

## Ediții

### 2015
Prima ediție a Feminist and Queer International Film Festival s-a desfășurat între 6 și 10 noiembrie 2015, sub sloganul „Arta zonei interzise”. Programul a inclus o competiție cu 48 de scurtmetraje și cinci lungmetraje selectate dintre aproximativ 1.500 de filme înscrise din peste 80 de țări, plus proiecții de film experimental, ateliere și master class-uri. Înscrierile în secțiunea competițională au putut fi trimise organizatorilor până pe 20 mai.
Juriul, din care au făcut parte criticul de teatru Iulia Popovici, criticul de film Irina Trocan și fostul concurent X Factor Paolo Lagana, a oferit o mențiune specială scurtmetrajului Le beau-frère/Cumnatul, în regia lui Hassene Belaïd, și premiul pentru cel mai bun film regizorului Joel Moffett, pentru Technical Difficulties of Intimacy/Dificultăți tehnico-intime. Premiul pentru cel mai bun lungmetraj a revenit filmului Open Up to Me, regizat de Simo Halinen. Din juriul acestei secțiuni au făcut parte regizorul Laurențiu Damian, criticul de film Dana Duma și directorul Tel Aviv International LGBT Film Festival, Yair Hochner.
Pe lângă filmele pe care le-au adus la București, festivalul a avut și o serie de evenimente conexe. Cel mai important a fost master class-ul susținut de Bruce LaBruce, la Journey Pub. Tot în afara competiției a avut loc și proiecția documentarului Frauen/Femei, regizat de Adriana Radu, inițiatoarea programului de educație sexuală „Sexul vs. Barza”.
Înainte de festival a fost organizat FAQ Dating Bazar, un eveniment de fundraising. Banii obținuți în urma evenimentului au contribuit la organizarea ediției din 2015 a FAQiff.